# Çatören, Akören
Çatören là một xã thuộc huyện Akören, tỉnh Konya, Thổ Nhĩ Kỳ. Dân số thời điểm năm 2011 là 270 người.